# Jurij Bałandin
Jurij Nikołajewicz Bałandin (ros. Юрий Николаевич Баландин, ur. 30 czerwca 1925, zm. 1 października 2004 w Moskwie) – radziecki polityk, I sekretarz Komitetu Obwodowego KPZR w Kostromie (1971-1986), członek KC KPZR (1976-1990).
W latach 1943–1946 służył w Armii Czerwonej, uczestnik II wojny światowej, od 1944 działacz WKP(b). W 1951 ukończył Moskiewską Akademię Rolniczą, kandydat nauk ekonomicznych. 1955-1959 pracownik rolnictwa i edukacji, od 1959 funkcjonariusz partyjny, 1961-1971 pracownik aparatu KC KPZR, od września 1971 do stycznia 1986 I sekretarz Komitetu Obwodowego KPZR w Kostromie. 1986-1989 zastępca przewodniczącego Państwowego Komitetu Agroprzemysłowego ZSRR, następnie na emeryturze. Deputowany do Rady Najwyższej ZSRR od 8 do 11 kadencji.